# Kensett, Arkansas
Kensett är en ort i White County i Arkansas. Kensett hade 1 648 invånare enligt 2010 års folkräkning.

## Kända personer från Kensett
- Wilbur Mills, politiker